# جانيت باربر
جانيت باربر (بالإنجليزية: Janette Barber)‏ هي كاتبة سيناريو أمريكية، ولدت في 25 سبتمبر 1953.

## وصلات خارجية
- جانيت باربر على موقع IMDb (الإنجليزية)